# Народный проспект (Москва)
Наро́дный проспе́кт — проспект, расположенный в Восточном административном округе города Москвы на территории района Измайлово.

## История
Проспект получил своё название, по мнению П. В. Сытина, в период 1917—22 годов (по другим данным — в 1936 году) как основной проспект парка, где проходили народные гулянья.

## Расположение
Народный проспект проходит по территории Измайловского парка от Измайловского проспекта на юг, к проспекту примыкают 1-я улица Измайловского Зверинца с запада и Московский проспект с востока, проспект проходит далее до аллеи Большого Круга. Нумерация домой начинается от Измайловского проспекта.

## Примечательные здания и сооружения
По нечётной стороне:
- № 5 - Авеню (парк-отель), Центр психотерапии и психологической помощи Юрия Вяльбы

По чётной стороне:
- По чётной стороне примечательных зданий нет.

## Транспорт

### Наземный транспорт
По Народному проспекту не проходят маршруты наземного общественного транспорта. У северного конца проспекта расположены остановки «Метро „Партизанская“» трамваев 11, 12, 34 (на Измайловском проспекте), автобусов 7, 20, 131, 211, 311, 634, 974, т22, н3 (на Измайловском шоссе); у южного, на Московском проспекте, — остановка «Измайловский парк» автобусов № 7, 131.

### Метро
- Станция метро «Партизанская» Арбатско-Покровской линии — севернее аллеи, на Измайловском шоссе

### Железнодорожный транспорт
- Станция МЦК «Измайлово» - севернее аллеи, на Окружном проезде
- Станция МЦК «Соколиная Гора» - севернее аллеи, на пересечении Окружного проезда и 8-й улицы Соколиной Горы